# Lukas Joseph Marienburg
Lukas Joseph Marienburg (* 4. Juli 1770 in Kronstadt; † 8. August 1821 in Marienburg) war ein siebenbürgischer Historiker und Geograph. Marienburg war Lehrer und Rektor in Kronstadt sowie Pfarrer in Rothbach, Weidenbach und Marienburg. Bekannt wurde er vor allem durch seine historischen und geografischen Beschreibungen Siebenbürgens.

## Leben
Lukas, auch Lucas, Joseph Marienburg wurde als Sohn des Predigers Christian Marienburg geboren. Seine Mutter Anna Maria war eine geborene Rauß. Er besuchte das Gymnasium in Kronstadt und studierte von 1789 bis 1791 Philosophie und evangelische Theologie an der Universität Jena. Zu seinen Professoren in Jena gehörten unter anderem Johann Jakob Griesbach und Johann Christoph Döderlein.
Im November 1791 wurde Marienburg als Lehrer am Kronstädter Gymnasium angestellt und dort 1793 zum Lektor ernannt. Im August 1801 wurde ihm das Rektorat der Schule übertragen. Unter seiner Leitung wurde eine neue Klasseneinteilung vorgenommen und eine neue, von ihm selbst verfasste und viele Jahre im Gebrauch gebliebene, Fibel eingeführt. Bereits im Jahre 1800 erweiterte er den geschichtlichen Unterricht der oberen Klassen des Gymnasiums mit siebenbürgischer Geschichte. Er sorgte für bessere Lehrmittel und führte neue Schulbücher ein, so unter anderem August Hermann Niemeyers Handbuch für die oberen Religionsklassen und Friedrich Wilhelm Dörings Anleitung zum Uebersetzen ins Lateinische. Weiterhin plante er Naturgeschichte und Naturlehre in den Lehrplan des Gymnasiums aufzunehmen. Der Versuch, ein selbstständiges Landschullehrerseminar neben dem Gymnasium zu begründen, scheiterte an den damaligen finanziellen Möglichkeiten.
Im Juni 1810 wurde Marienburg zum Pfarrer von Rothbach gewählt, im Januar 1812 war er als solcher in Weidenbach tätig. Im Juli 1813 berief ihn die Gemeinde Marienburg in ihr Pfarramt. Aber schon fünf Jahre später, im Sommer 1818, hatte er einen Schlaganfall, der ihn körperlich und geistig stark schwächte. Nach zwei weiteren Schlaganfällen beging Lukas Joseph Marienburg am 8. August 1821, im Alter von 51 Jahren, im siebenbürgischen Marienburg Suizid. Er war seit 1798 mit Johanna Elisabetha (1776–1866), eine geborene Clompe, verheiratet. Das Paar hatte sechs Kinder, vier Söhne und zwei Töchter. Wegen seiner Verdienste ernannte ihn die herzoglich mineralogische Gesellschaft zu Jena im Dezember 1804 zum Mitglied und am 8. Mai 1805 zum auswärtigen Beisitzer. Beide Diplome wurden von Johann Wolfgang von Goethe unterzeichnet.
Lukas Joseph Marienburg hinterließ ein umfangreiches Schrifttum. Bereits 1796 erschien sein Werk Versuch einer Staats- und Religionsgeschichte von Siebenbürgen. Noch im gleichen Jahr veröffentlichte er den ersten Band seines vierbändigen Werkes Anweisung zum deutschen Styl. Ein Leitfaden für Lehrende und Lernende, dessen letzter Band 1797 erschien. 1802 gab er das Lehrbuch der Religion, nach Anleitung des Katechismus Lutheri von Johann Christian Förster mit einem ausführlichen Vorwort für die Kronstädter Schulen neu heraus. Sein ABC-Buch für die Schulen im Burzenland erschien 1803 und erlebte in der Folge zahlreiche Auflagen. Die Kleine siebenbürgische Geschichte, die Marienburg mit einem umfangreichen historisch-kritischen Apparat versah, wurde 1806 veröffentlicht. Nach langjähriger Vorarbeit erschien 1813 seine Geographie des Großfürstenthums Siebenbürgen in zwei Bänden, deren erster die allgemeine Geographie, der zweite die Geographie und Topographie des Landes enthielt. Kleinere Aufsätze veröffentlichte er in der Siebenbürgischen Quartalschrift und in den Siebenbürgischen Provinzialblättern, den Kronstädter Kalender redigierte er von 1801 bis 1810.

## Veröffentlichungen (Auswahl)
- Versuch einer Staats- und Religionsgeschichte von Siebenbürgen. Leipzig / Gera 1796.
- Anweisung zum deutschen Styl. Ein Leitfaden für Lehrende und Lernende. 4 Bände.
  - Grundlinien der deutschen Sprachlehre und Rhetorik. Band 1, Leipzig 1796.
  - Grundlinien einer Anweisung zu kleineren im gemeinen Leben üblichen schriftlichen Aufsätzen. Band 2, Leipzig 1796.
  - Anweisung zur Redekunst. Erfurt 1797.
  - Anweisung zur Dichtkunst. Erfurt 1797.
- Auswahl verschiedener Gedichte. In Musik gesetzt von Martin Schneider. als Herausgeber, Hermannstadt 1801.
- Lehrbuch der Religion, nach Anleitung des Katechismus Lutheri von M. Joh. Christian Förster. als Herausgeber, Kronstadt 1802.
- ABC-Buch für die Schulen im Burzenland. Kronstadt 1803.
- Kleine siebenbürgische Geschichte. Pest 1806.
- Geographie des Großfürstenthums Siebenbürgen. 2 Bände.
  - Statistik oder Allgemeine Geographie von Siebenbürgen. Band 1, Hermannstadt 1813. (Digitalisat.)
  - Chorographie und Topographie von Siebenbürgen. Band 2, Hermannstadt 1813. (Digitalisat.)